# Jerzy Warczewski
Jerzy Zdzisław Warczewski (ur. 10 lipca 1939 w Nowym Bytomiu, zm. w grudniu 2022 w Katowicach) – polski fizyk, profesor nauk fizycznych, kierownik Zakładu Fizyki Kryształów w Instytucie Fizyki Uniwersytetu Śląskiego.

## Życiorys
Maturę uzyskał w III Liceum Ogólnokształcącym w Katowicach. Był absolwentem Uniwersytetu Jagiellońskiego. Habilitację uzyskał na Wydziale Fizyki Akademii Górniczo-Hutniczej w Krakowie. Był Członkiem Zagranicznym Rosyjskiej Akademii Nauk Przyrodniczych, Indywidualnym Członkiem Rzeczywistym Europejskiego Towarzystwa Fizycznego oraz Członkiem Rzeczywistym Brytyjskiego Towarzystwa Fizycznego.
28 lutego 2009 na zebraniu Zarządu Głównego Polskiego Towarzystwa Fizycznego został wybrany na stanowisko Redaktora Naczelnego „Postępów Fizyki” po rekomendacji prof. Andrzeja Kajetana Wróblewskiego.
Przewodniczył corocznej dyskusji panelowej w Instytucie Fizyki Uniwersytetu Śląskiego w Katowicach pt. Oblicza fizyki – między fascynacją a niepokojem. Rola fizyki w rozwoju naszej cywilizacji i kultury.
Był żonaty, doczekał się dzieci i wnuków. Zmarł w grudniu 2022 w Katowicach i został pochowany na cmentarzu przy ul. Francuskiej.

## Wybrane publikacje
- Magnetyzm - struktura, pomiar (pod red. Jerzego Warczewskiego), Katowice, 1982, ISBN 83-00-00350-9
- Krystaliczne struktury modulowane, Warszawa, Wydawnictwo Naukowe PWN, 1993, ISBN 83-01-11036-8
- Wiedza fizyczna i jej przekaz: materiały na Ogólnopolską Konferencję Kraków (pod red. Władysława Błasiaka i Jerzego Warczewskiego), Kraków, Wyższa Szkoła Pedagogiczna im. Komisji Edukacji Narodowej, 1999
- Oblicza fizyki - między fascynacją a niepokojem: rola fizyki w rozwoju naszej cywilizacji i kultury : dyskusja panelowa (pod red. nauk. Jerzego Warczewskiego), Warszawa, Wydawnictwo Naukowe PWN, 2008[8]

## Odznaczenia
- Krzyż Kawalerski Orderu Odrodzenia Polski (2008)[4][9]
- Złoty Krzyż Zasługi (1983)
- Medal Komisji Edukacji Narodowej (2005)
- Złota Odznaka ZNP (2005)

## Inne informacje
- Z inicjatywy Jerzego Warczewskiego Wojciech Kilar napisał Symfonię ruchu (Sinfonia de motu) z okazji Światowego Roku Fizyki. Motyw muzyczny (wymyślony przez prof. Warczewskiego) składa się z nut (c, h, G, e, a), których symbole literowe są identyczne z symbolami literowymi stałych fizycznych[10][11].
- Jerzy Warczewski pomagał więźniowi - skazanemu za zabójstwo, Janowi Kolano, który opracował wynalazki m.in. sztuczny mięsień (ruchami rąk steruje specjalny program), Salvator, czyli gwiazdolot o napędzie fotonowym, minielektrownię[12].
- Był znawcą muzyki Artura Rubinsteina[13].
- Był inicjatorem upamiętnienia fizyka Otto Sterna (1888–1969), laureata Nagrody Nobla, w Żorach – miejscu urodzenia noblisty[14].